# Torres Blancas
L'edificio Torres Blancas si trova a Madrid, al numero 37 dell'Avenida de América, e al numero 2 della calle Corazón de María.
Il progetto, dell'architetto spagnolo Francisco Javier Sáenz de Oiza, è del 1961 mentre la costruzione avvenne dal 1964 al 1968. 
Con questo edificio, il suo primo progetto internazionalmente conosciuto, Sáenz de Oiza, che visse qui per il resto della sua vita, vinse il premio de la Excelencia Europea nel 1974.
Torres Blancas fu commissionato dall'imprenditore Juan Huarte, proprietario dell'impresa costruttrice Huarte, che negli anni '60 del XX secolo appoggiò molti esperimenti dell'avanguardia architettonica spagnola e costruì diversi edifici rappresentativi dell'epoca.
Il video per il singolo Rainy Days di V dei BTS è stato girato qui all'ultimo piano.

## Caratteristiche
La torre, di 81 metri di altezza, è una struttura di pilastri polistili che reggono balconi curvi, in cemento armato a vista, con persiane in legno, vicina sia alle opere tarde di Wright che alle aggregazioni capsulari a grappolo dei metabolisti giapponesi.
Sono le pareti esterne e la struttura verticale interna, delle scale e degli ascensori, che assicurano la funzione statica.
Ha ventuno piani, destinati ad abitazioni e uffici, più due piani in copertura con le attrezzature collettive. 
Uno dei piani intermedi è riservato agli impianti generali e nel terrazzo in copertura ospita una piscina.
Contrariamente a quello che potrebbe far pensare il nome si tratta di un'unica torre di colore grigio, dovuto al cemento armato lasciato a vista.
Il progetto originale, da cui deriva il nome, consisteva in due torri che avrebbero dovuto essere bianche. La finitura bianca si sarebbe dovuta conseguire aggiungendo polvere di marmo bianco al cemento; però questa versione non si realizzò per motivi di budget; per lo stesso motivo non si realizzò nemmeno l'altra torre progettata.